# Jaroslav Bořita z Martinic

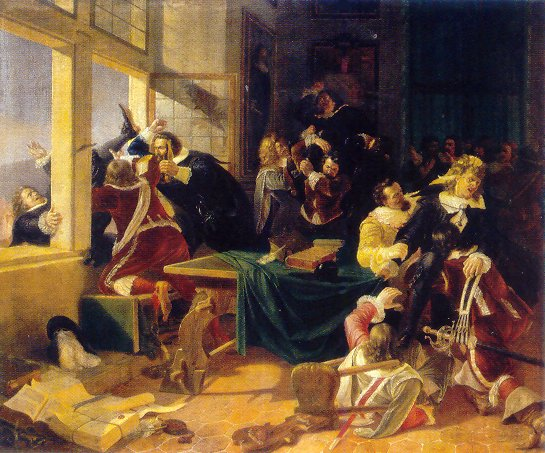
Druga defenestracja praska na obrazie Karela Svobody

Jaroslav Bořita z Martinic (niem. Jaroslav Borzita von Martinic/Martinitz) (ur. 6 stycznia 1582, zm. 21 listopada 1649) – czeski szlachcic i namiestnik cesarza Ferdynanda II, jedna z ofiar drugiej defenestracji praskiej.

## Życiorys
Pochodził z rodziny katolickiej. Edukację pobierał u jezuitów, wiele lat spędził w katolickich szkołach we Włoszech. Od 1603 roku wchodził w skład rady królewskiej, a w 1609 roku został mianowany marszałkiem nadwornym. Od 1617 roku był burgrabią Karlsztejnu i został mianowany namiestnikiem cesarskim w Czechach.
23 maja 1618 wraz z Vilémem Slavatą z Chlumu i Filipem Fabriciusem był ofiarą drugiej defenestracji praskiej. Nie odniósł wówczas żadnych obrażeń i tego samego dnia w przebraniu opuścił Pragę. Udał się następnie do Monachium, a później do Pasawy.
Po bitwie na Białej Górze popierał represje wobec powstańców. Powrócił do Czech i wykupywał majątki odebrane powstańcom. W 1621 roku otrzymał tytuł hrabiego. Od 1638 roku piastował urząd najwyższego burgrabiego.
Był żonaty 4 razy. Pierwszy raz poślubił Marię Euzebię von Sternberg (1584–1634), drugi raz poślubił hrabinę Elizę Marię Magdalenę zu Vrtby (zm. 1643), Trzeci raz Katarzynę Ludmiłę Franciszkę Talatzkovą z Gestieticz (zm. 1649). I czwarty raz Alenę Barbarę Kostomlatską z Vresovic. Miał dziesięcioro dzieci, wszystkie z pierwszego małżeństwa. Jego najstarszą córką była hrabina Barbara Euzebia, druga żona Chrystiana Wilhelma z Brandenburgii.